# ジュール・シェレ

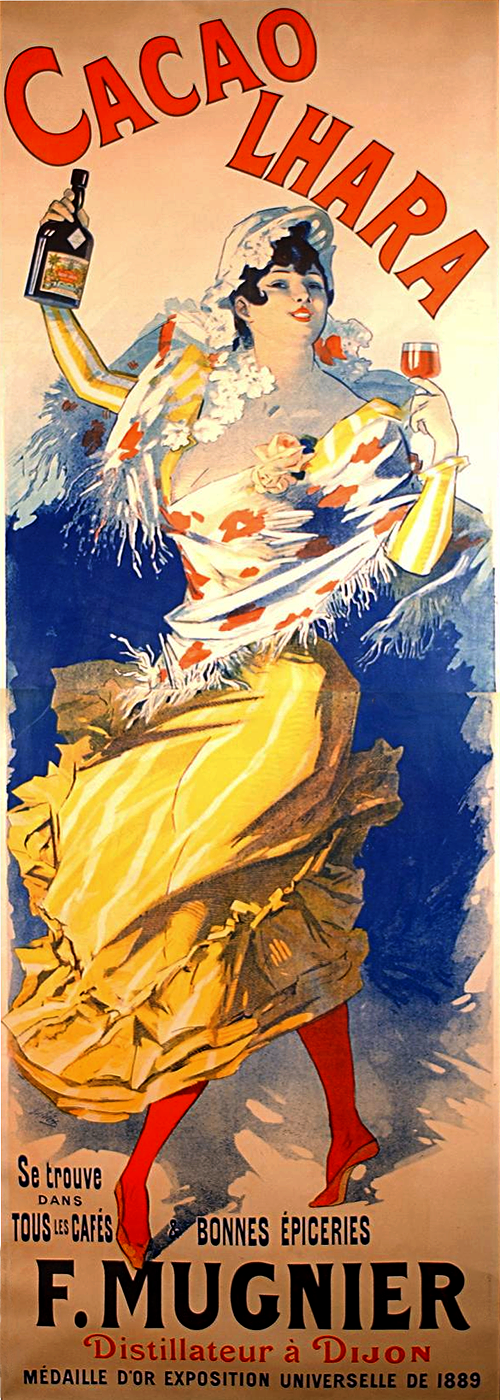
『カカオ・ララ』

ジュール・シェレ（Jules Chéret, 1836年6月1日パリ - 1932年9月23日ニース）はフランスの画家・リトグラフ家・イラストレーター。ポスターの大家となり、この分野では大変な人気作家となった。アール・ヌーヴォーの先駆者の一人とされる。
デザイン専門学校（後の国立高等装飾美術学校:École nationale des arts décoratifs）に通った。アントワーヌ・ヴァトーに心酔しており、シェレのモットーは軽やかさと動きであったようだ。シェレのポスターには陽気で、優雅で、常に動きのある女性が多く登場する。一目でそれと分かるこの女性はシェレのスタイルの特徴となっており、「シェレット」（Cherette）と呼ばれる。

## 伝記
シェレの父は植字工であった。1849年から3年間リトグラフの教育を受けた後、宗教画を専門とする企業で職人として働き始めた。パリのデザイン専門学校の夜間部に通い、オラース・ルコック・ド・ボワボードランに記憶スケッチと動きのデッサンを教わった。
1854年にロンドンへと旅行した後、1858年にシェレはジャック・オッフェンバックのオペレッタ『地獄のオルフェ』の非常に目を引くポスターを制作した。翌年には再びロンドンへ渡り、ターナーとジョン・コンスタブルの作品に感銘を受けた。また調香師ユジェーヌ・リンメルとも出会い、リンメルはシェレの友達かつパトロンとなり、シェレはリンメルのためにラベルや花飾りを制作するようになった。
1866年にシェレは最初のリトグラフ工房をパリに開き、数百作のポスターを制作した。1881年には印刷工房をシェ社に譲渡し、そこのアートディレクターに就任。
1889年にはパリのポチニエール劇場でポスター、パステル画、ガッシュ画の最初の個展が開催された。パリ万博では金メダルを獲得した。1890年にはレジオンドヌール勲章のシュヴァリエに叙勲され、絵画での活動を開始した。蒐集家のジョセフ・ヴィッタと出会い、パトロンとなったヴィッタにシェレは絵画を譲渡した。
1895年には装飾作品の制作も始め、私邸と公共建築の両方で記念碑的な装飾を手掛けた。エヴィアンではヴィッタ男爵の「樅林邸」、パリでは市役所のロビー(1896-1903)やグレヴァン蝋人形館の劇場の緞帳、ヌイイ＝シュル＝セーヌではモーリス・フナイユ邸の装飾(1901)、ニースでは県の宴会場(1906)など。
1925年にシェレは失明し、描くのをやめた。1932年にニースのモン・ボロンにあるフォレアル荘で亡くなった。

## 作品
シェレの作品は、フランスのアンリ・ド・トゥールーズ＝ロートレック、ピエール・ボナール、エドゥアール・ヴュイヤール、イギリスのダッドリー・ハーディ、ベルギーのアンリ・ムニエ、アンリ・プリヴァ＝リヴモンなど、この時代の画家たちに影響を及ぼした。
シェレの作品は陽気なものであり、さまざまな技法を容易に使い分ける能力もあったので、必然的にポスターを多く手掛けるようになりシェレはこの分野の開拓者となった。シェレが制作した数百種のポスターはフォリー・ベルジェール、グレヴァン蝋人形館、デパート、ダンスホールなどの当時有名だった場所の活き活きとした証言の宝庫となっている。
シェレは社交界好きであったので名声を獲得し、大地主の邸宅や公共建築の記念碑的な装飾を制作することになった。一例として、1900年に描かれたグレヴァン蝋人形館の劇場の非常に華麗な緞帳ではピエロとコロンビーナが歌い踊りながら陽気なファランドールの列をパリの夜空へと導いていく情景を描いている。

## ギャラリー

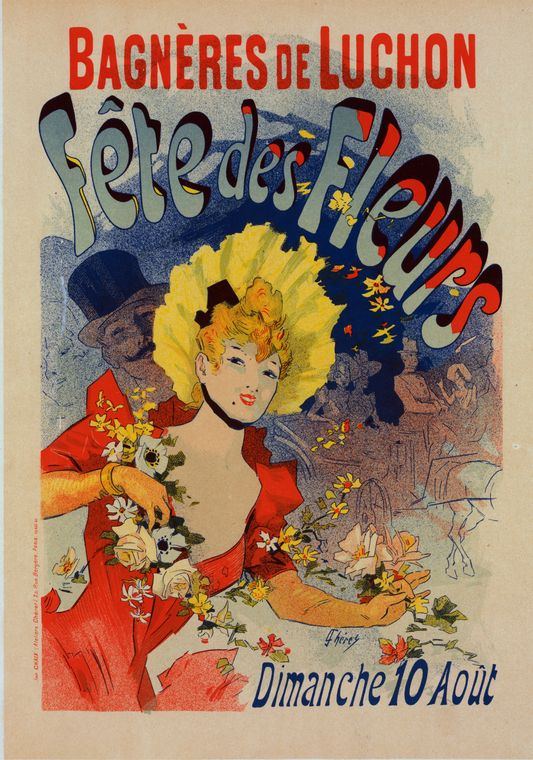
バニェール＝ド＝リュションの花祭り(1890)
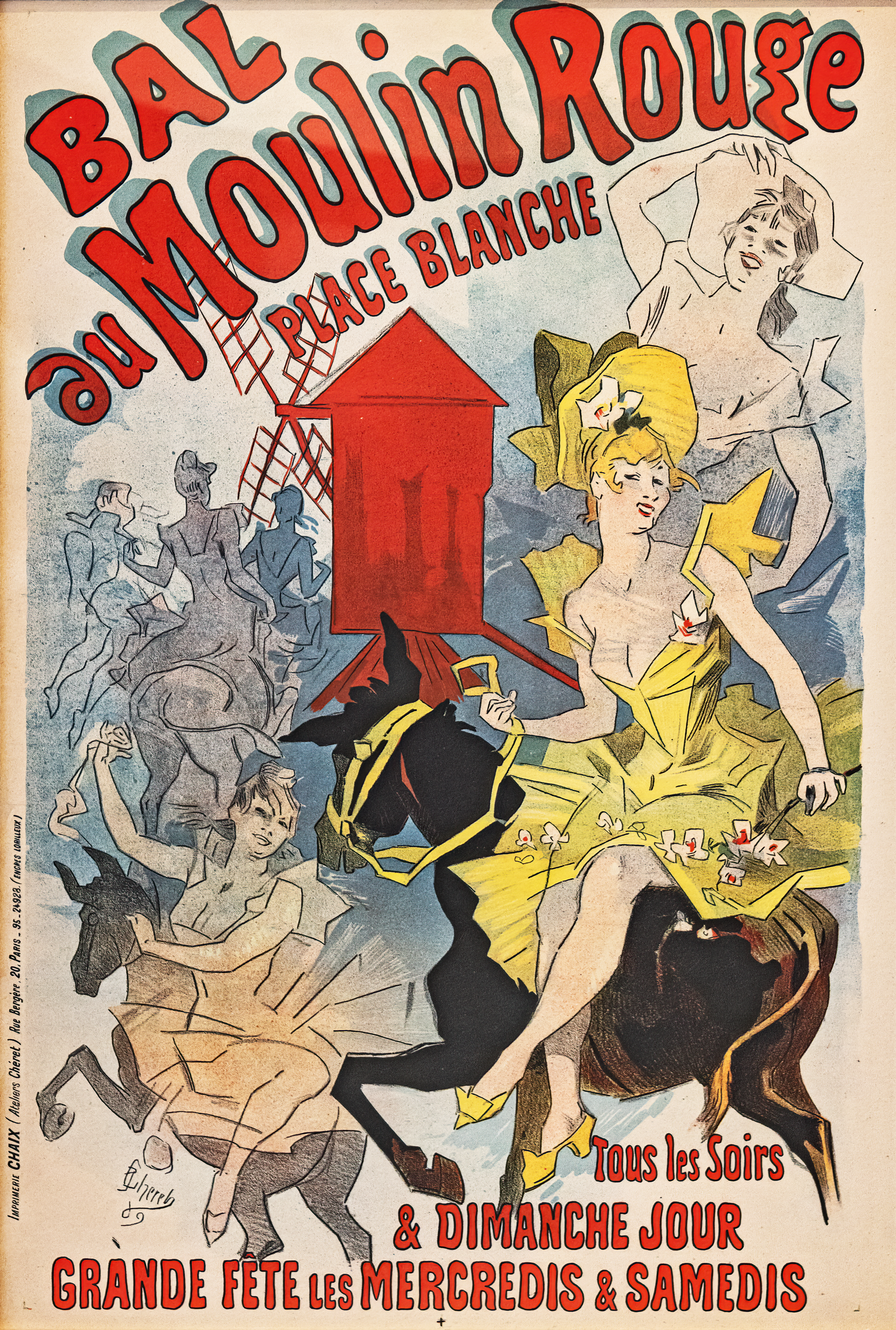
ムーラン・ルージュの舞踏会(1889)
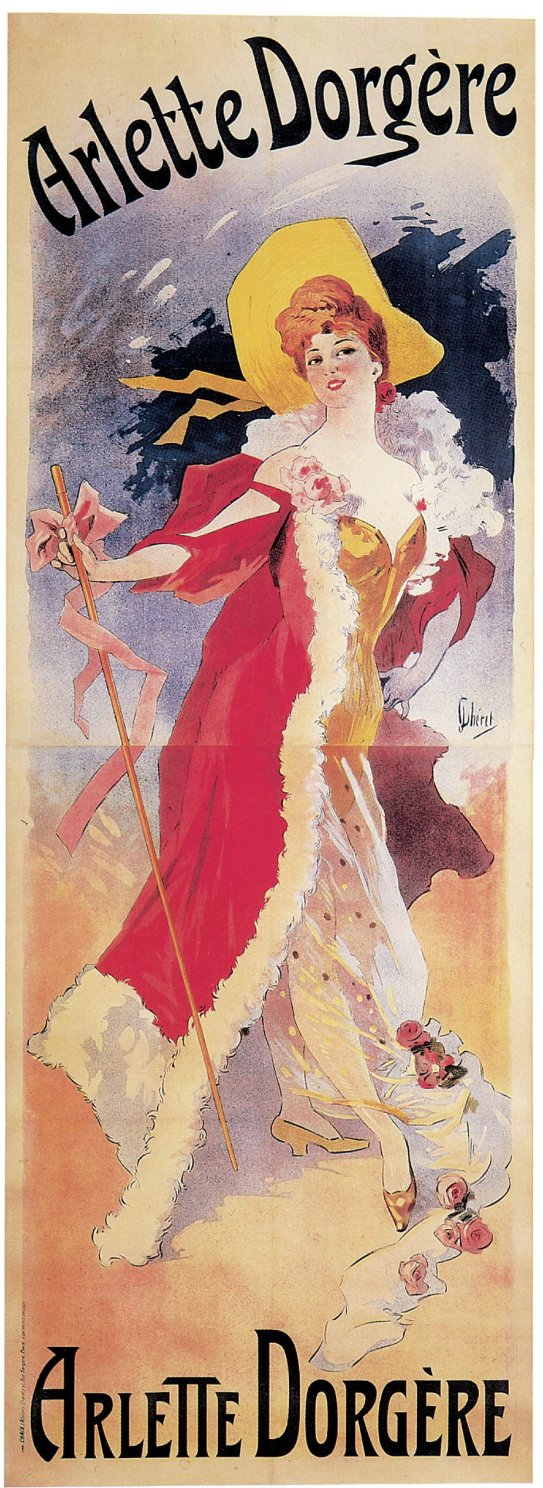
アルレット・ドルジェール
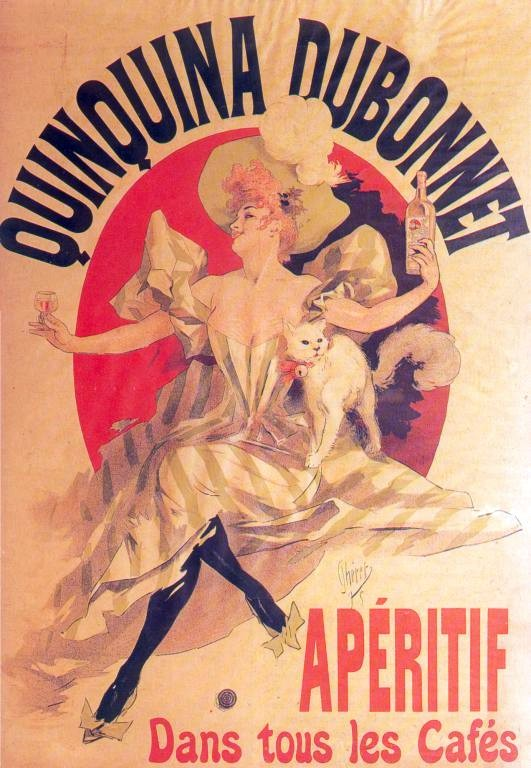
キンキナ・デュボネ(1895)
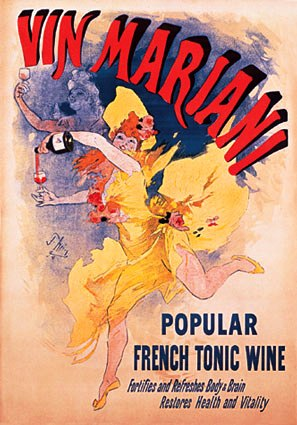
マリアーニ・ワイン(Vin Mariani,1894)

## 作品リスト
- 『1889年パリ万国博覧会：妖精の国』 Exposition universelle de 1889 : Le pays des fées (1889)
- 『音楽』、『グレヴァン蝋人形館の劇場の緞帳のための習作』 La musique, Etude pour le rideau du théâtre du musée Grévin (1906)
- 『ヴィッタ男爵夫人の肖像』 Portait de la Baronne Vitta (1910)